# Sébastien Flute
Sébastien Flute, né le 25 mars 1972 à Brest est un archer français spécialiste de l'arc classique. Il a notamment été champion olympique en 1992.

## Biographie
Sébastien Flute remporte le titre olympique aux Jeux olympiques de Barcelone en 1992 (ce qui lui valut le Prix Claude Foussier de l'Académie des sports la même année). Il prend sa retraite sportive en 2000, après les Jeux olympiques de Sydney. En 2009, il a décidé de sortir de sa retraite pour reprendre le tir de compétition, avec pour objectif les Jeux olympiques de Londres en 2012 et signe au club de tir à l'arc d'Issy-les-Moulineaux avec son ex-entraîneur Michaël Nayrole,. En 2010, il signe au club de Cherbourg-Octeville que son ami Damien Letulle préside.Son pari échoue et il n'est pas qualifié pour les jeux de Londres.
Depuis sa retraite sportive il assure la promotion de son sport auprès des médias et est également représentant des athlètes de haut niveau au sein de l'agence française de lutte antidopage.
En 2004, il est nommé au grade de Chevalier de la Légion d'honneur (Promotion de Pâques).
En 2012, il commente les épreuves de tir à l'arc des JO de Londres avec Claire Vocquier-Ficot sur France Télévisions.

## Palmarès

### Records
Ex- recordman du monde :
- 1996 : recordman du monde par équipe au Grand Prix des Nations (Allemagne, avec Lionel Torres et Damien Letulle)

### Jeux olympiques d'été
- Jeux olympiques de 1992 à Barcelone (Espagne) :
  -  Médaille d'or en individuel
- Jeux olympiques de 2000 à Sydney (Australie) : 8e en individuel

### Championnats du monde

#### Tir en salle
- Médaille de bronze en individuel en 1997
- Médaille d'argent en individuel en 1995
- Médaille d'argent par équipes en 1995
- Médaille d'or en individuel en 1991

#### Extérieur
- Médaille d'or par équipes en 1993

### Championnats d'Europe
- Médaille de bronze par équipes en 1994, 1996, 1998 et 2000
- Médaille d'argent en individuel en 1994
- Médaille d'or en individuel en 1992
- Médaille d'argent par équipes en 1992
- Médaille d'or en individuel junior en 1989
- Médaille d'or par équipes junior en 1989

### Championnats de France
- Médaille d'or en individuel (tir en salle) en 1991 et 1993
- Médaille d'or en individuel (extérieur) en 2011